# Peter Pišťanek
Peter Pišťanek (* 28. April 1960 in Devínska Nová Ves; † 22. März 2015 in Bratislava) war ein slowakischer Autor.
Seine erste Novelle Rivers of Babylon wurde 1991 publiziert (2007 kam es in englischer Sprache heraus, übersetzt von Peter Petro). Dem Buch folgten zwei weitere: The Wooden Village und The End of Freddy. Alle drei Bücher bilden zusammen eine Trilogie. Sie erzählen das Leben von Rácz, einem fiktiven Verbrecher, der im Herbst 1989, als das Kommunistische System zusammenbrach, flüchtete.
Pišťanek schrieb auch aktiv über die Produktion alkoholischer Getränke, unter anderem Cognac und Bourbon.
Peter Pišťanek starb am 22. März 2015 durch Suizid.

## Veröffentlichungen
- Rivers of Babylon. Archa, Bratislava 1991, ISBN 80-7115-026-6.
- Drevená dedina (= Rivers of Babylon 2.) Champagne avantgarde, Bratislava 1994, ISBN 80-7150-191-3.
- Fredyho koniec (= Rivers of Babylon 3.) Marian Urban, Bratislava 1999, ISBN 80-968037-2-7.

Englische Ausgaben. Übersetzt von Peter Petro
- Rivers of Babylon. Garnett Press, London 2007, ISBN 978-0-9535878-4-1.
- The Wooden Village Garnett Press, London 2008, ISBN 978-0-9535878-5-8.
- End of Freddy. Garnett Press, London 2008, ISBN 978-0-9535878-6-5.